# Semiothisa lannaensis
Semiothisa lannaensis là một loài bướm đêm trong họ Geometridae.